# Coleophora olivaceella
Coleophora olivaceella é uma espécie de mariposa do gênero Coleophora pertencente à família Coleophoridae.